# Руж
Ружът е козметичен продукт, използван за придаване на руменина и здрав вид на бузите. Обикновено се нанася с четка върху скулите, за да се постигне естествено изглеждащ румен ефект.

## История
Историята на ружа се простира хиляди години назад, като се смята, че датира от Древен Египет, където се е използвал за разкрасяване както от мъже, така и от жени. През вековете ружът е бил популярен в различни култури и се е използвал по различни начини, за да подчертае красотата и статуса.

## Видове руж
Ружът може да бъде в различни форми, включително прах, крем, течност или гел.
- Прахообразен руж – най-разпространеният вид руж, лесен за нанасяне и подходящ за всички типове кожа
- Крем руж – осигурява по-интензивен цвят и по-дълготраен ефект, подходящ за суха и нормална кожа
- Течен руж – дава естествен и сияен вид, лесен за нанасяне и смесване
- Гел руж – осигурява прозрачен и освежаващ ефект, подходящ за всички типове кожа

## Начин на нанасяне
Ружът се нанася след като основата за грим и пудрата са нанесени върху лицето. За прахообразния руж се използва четка, докато за кремообразните и течните ружове може да се използват пръсти или гъбичка за грим. Важно е да се нанася умерено, за да се избегне прекаленият ефект.